# AIK Fotbolls säsong 2005
Säsongen 2005 spelade AIK i Superettan, som man vann och gick därmed upp i Allsvenskan. Det var blott fjärde gången som AIK spelat i en lägre serie än Allsvenskan och precis som alla andra gånger återvände AIK direkt året efter. Det var däremot första gången som AIK spelade i just Superettan. I Svenska Cupen åkte AIK ut efter två spelade matcher efter en förlust mot Trelleborgs FF.

## Tabell

### Superettan
| Nr | Lag                | S  | V  | O  | F  | +/-     | P  |
| -- | ------------------ | -- | -- | -- | -- | ------- | -- |
| 1  | AIK                | 30 | 19 | 7  | 4  | 56 - 27 | 65 |
| 2  | Östers IF          | 30 | 17 | 4  | 9  | 48 - 36 | 55 |
| 3  | GAIS               | 30 | 14 | 10 | 6  | 52 - 35 | 52 |
| 4  | Ljungskile SK      | 30 | 13 | 11 | 6  | 41 - 29 | 50 |
| 5  | Örebro SK          | 30 | 12 | 9  | 9  | 40 - 32 | 45 |
| 6  | IF Brommapojkarna  | 30 | 13 | 5  | 12 | 48 - 42 | 44 |
| 7  | IFK Norrköping     | 30 | 12 | 8  | 10 | 44 - 40 | 44 |
| 8  | Falkenbergs FF     | 30 | 11 | 8  | 11 | 38 - 43 | 41 |
| 9  | Väsby United       | 30 | 11 | 6  | 13 | 32 - 40 | 39 |
| 10 | Åtvidabergs FF     | 30 | 9  | 11 | 10 | 36 - 32 | 38 |
| 11 | Trelleborgs FF     | 30 | 9  | 9  | 12 | 34 - 34 | 36 |
| 12 | Mjällby AIF        | 30 | 9  | 8  | 13 | 44 - 49 | 35 |
| 13 | Degerfors IF       | 30 | 9  | 7  | 14 | 31 - 36 | 34 |
| 14 | Bodens BK          | 30 | 9  | 5  | 16 | 28 - 48 | 32 |
| 15 | Västerås SK        | 30 | 7  | 6  | 17 | 35 - 62 | 27 |
| 16 | Västra Frölunda IF | 30 | 7  | 4  | 19 | 32 - 54 | 25 |

De två första lagen gick vidare upp i Allsvenskan utan kval, vilket AIK alltså gjorde genom att vinna serien.